# Zamek w Olesku
Zamek w Olesku – zamek na Ukrainie. Przez długi czas w ruinie. Odbudowany w latach 1963–1974 z inicjatywy Borysa Woźnyckiego. Pierwotnie własność rodziny Sienieńskich z Sienna, Daniłowiczów, a następnie Sobieskich i Rzewuskich.

## Położenie i wygląd
Zamek znajduje się po stronie północno-wschodniej miejscowości, na szczycie górującego nad okolicą wzgórza, wśród mokradeł i bagien. Od innych zamków kresowych odróżnia go zwarty, częściowo dwupiętrowy gmach. Owalny kształt zamku jest związany z kształtem wzgórza. Wybudowany początkowo w stylu gotyckim, a później rozbudowany w stylu renesansowym.

## Historia
- 1327 – pierwsza wzmianka o istnieniu w Olesku warowni należącej do księcia Bolesława Jerzego II.
- 1432 – zdobyty przez Władysława Jagiełłę w trakcie wojny ze swoim bratem Świdrygiełłą[1] i przekazany Janowi z Sienna[2]. W posiadaniu Sienieńskich znajdował się do 1511, kiedy to drogą wiana przeszedł w ręce rodziny Herburtów i Kamienieckich z Odrzykonia.
- 1512 – zniszczony przez najazd tatarski. Odbudowany przez Fryderyka Herburta.
- 1605 – Jan Daniłowicz, wojewoda ruski, zjednoczywszy w swym ręku Olesko, obrał go sobie na stałą siedzibę i przebudował zamek. Wojewoda zmarł w 1628, zostawiając wdowę, Zofię Żółkiewską (córkę hetmana) i dzieci: Teofilę (żonę Jakuba Sobieskiego), Dorotę i Stanisława.
- 1629 – Teofila Sobieska podczas odwiedzin u matki, powiła na zamku w Olesku dnia 17 sierpnia, syna Jana[1], przyszłego króla. Odtąd imię pogromcy Turków na stałe wiąże się z murami zamku.
- 1637 – po wygaśnięciu rodu Daniłowiczów zamek zmienił właścicieli. Ich majątek odziedziczył Jakub Sobieski[1] i jego żona, Teofila. Wojny kozackie, jak i polsko-tureckie (1497–1699) przyczyniają się do degradacji zamku.
- 1664 – przeprowadzony wówczas inwentarz obiektu dostarcza informacji o jego dawnej świetności. W raporcie odnotowano m.in.: „obok kaplicy Św. Anny, bogato ozdobionej, większość komnat zamkowych była malowana, miała posadzki marmurowe, stropy ‘rzezane’, drzwi czerwono malowane, okna w ołów oprawne, piece kaflowe lub kominki z ciosów kamiennych. Wielka sala stołowa ozdobiona była portretami królów”.
- kwiecień 1682 – do zamku przybywa król Jan III Sobieski aby, jak piszą kronikarze odwiedzić miejsce i pokój, w którym się urodził[1]. Już wtedy zamek i miasto były bardzo spustoszone. Fakt ten stał się bodźcem dla królowej, Marii Kazimiery, która nie szczędząc kosztów, zarządziła odrestaurowanie i upiększenie zamku.
- 1687 – w zamku ponownie gości król Jan III Sobieski i jego żona, Maria Kazimiera. Towarzyszący im dworzanin, francuz, Daleyrac, napisał ciekawy opis ówczesnego stanu zamku.
- 1719 – Jakub Sobieski sprzedał cały klucz odeski Stanisławowi Mateuszowi Rzewuskiemu[1]
- 1725 – królewicz Konstanty Sobieski sprzedaje zamek i dobra oleskie Stanisławowi Mateuszowi Rzewuskiemu, hetmanowi wielkiemu koronnemu. Wkrótce zamek dziedziczy jego starszy syn, Seweryn. Po jego bezpotomnej śmierci w 1754 zamek dziedziczy Wacław, młodszy brat Seweryna. Nie osiedla się jednak w zamku. Przenosi całą spuściznę do pobliskich Podhorców. Zamek z czasem ulega dewastacji i końcem XVIII wieku jest już bliski ruiny.
- 1796 – Aleksander Zieliński nabywa zamek na licytacji. Córka nowego właściciela wychodzi za mąż za Lityńskiego. Zamek jest częścią jej posagu. Nowi właściciele z przyczyn ekonomicznych nie zdołali powstrzymać degradacji zamku.
- 1891 – restaurację zamku prowadzi architekt Lewiński ze Lwowa[3].
- 1893 – w dwusetną rocznicę odsieczy wiedeńskiej, zamek został wykupiony od rządu austriackiego.
- Podczas I wojny światowej został poważnie zniszczony. Kwaterujące w zamku wojska rosyjskie i okoliczni mieszkańcy ograbili wnętrza w barbarzyński sposób. Powyrywano drzwi, okna, posadzki i sufity, rozebrano bramę wjazdową, zniszczono malowidła ścienne, dekoracje, stiuki i rzeźby.
- 1933 – podjęto odbudowę zamku trwającą do 1939[4]. We wrześniu 1933 roku na zamku w Olesku miały miejsce uroczyste obchody 250 rocznicy odsieczy wiedeńskiej, podczas których wmurowano na zamku tablicę pamiątkową ku czci króla Jana III Sobieskiego[5].
- Po trwającej kilka lat odbudowie od 1975 roku w zamku mieści się filia Lwowskiej Galerii Sztuki.

## Galeria

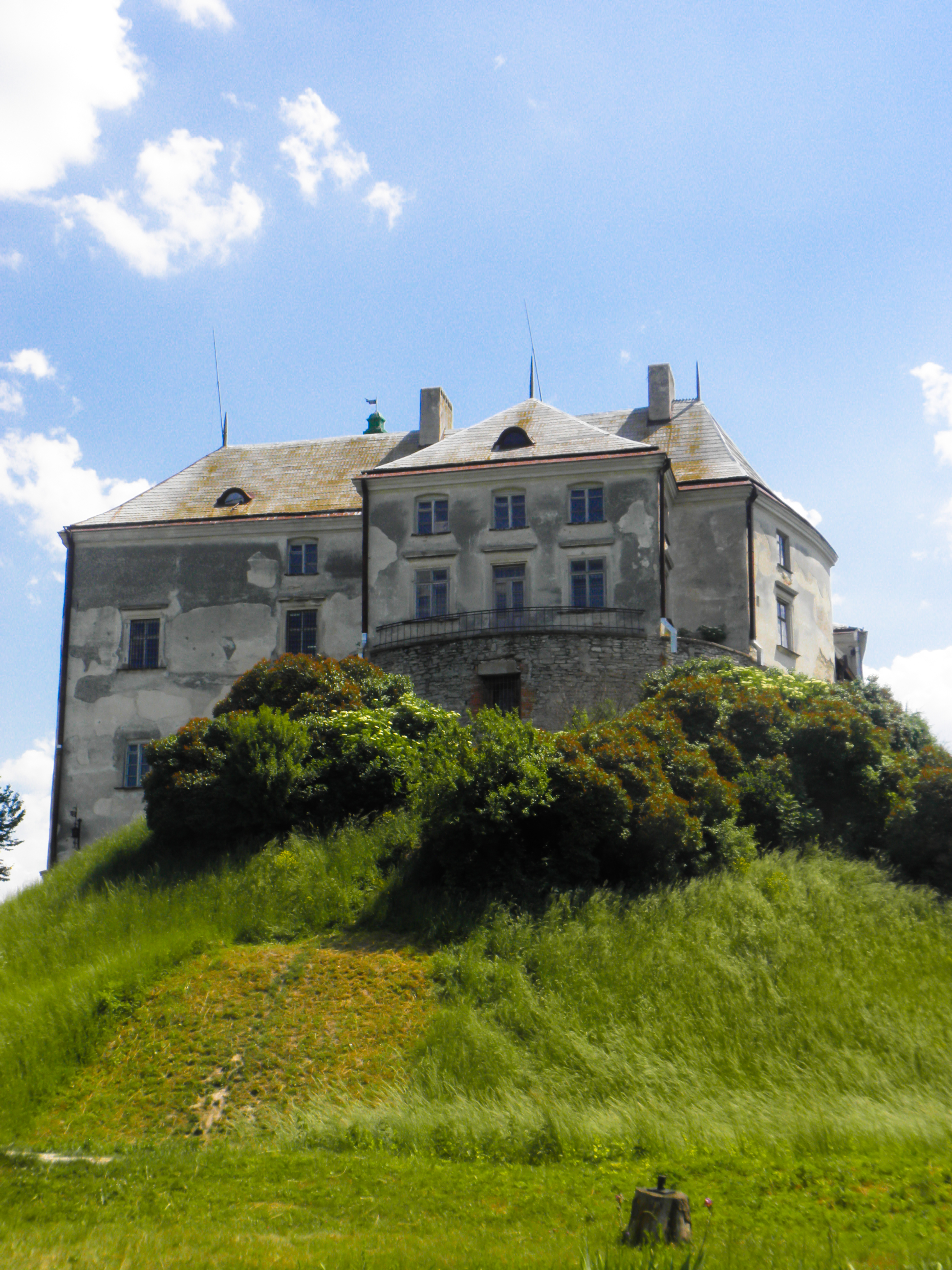
Zamek
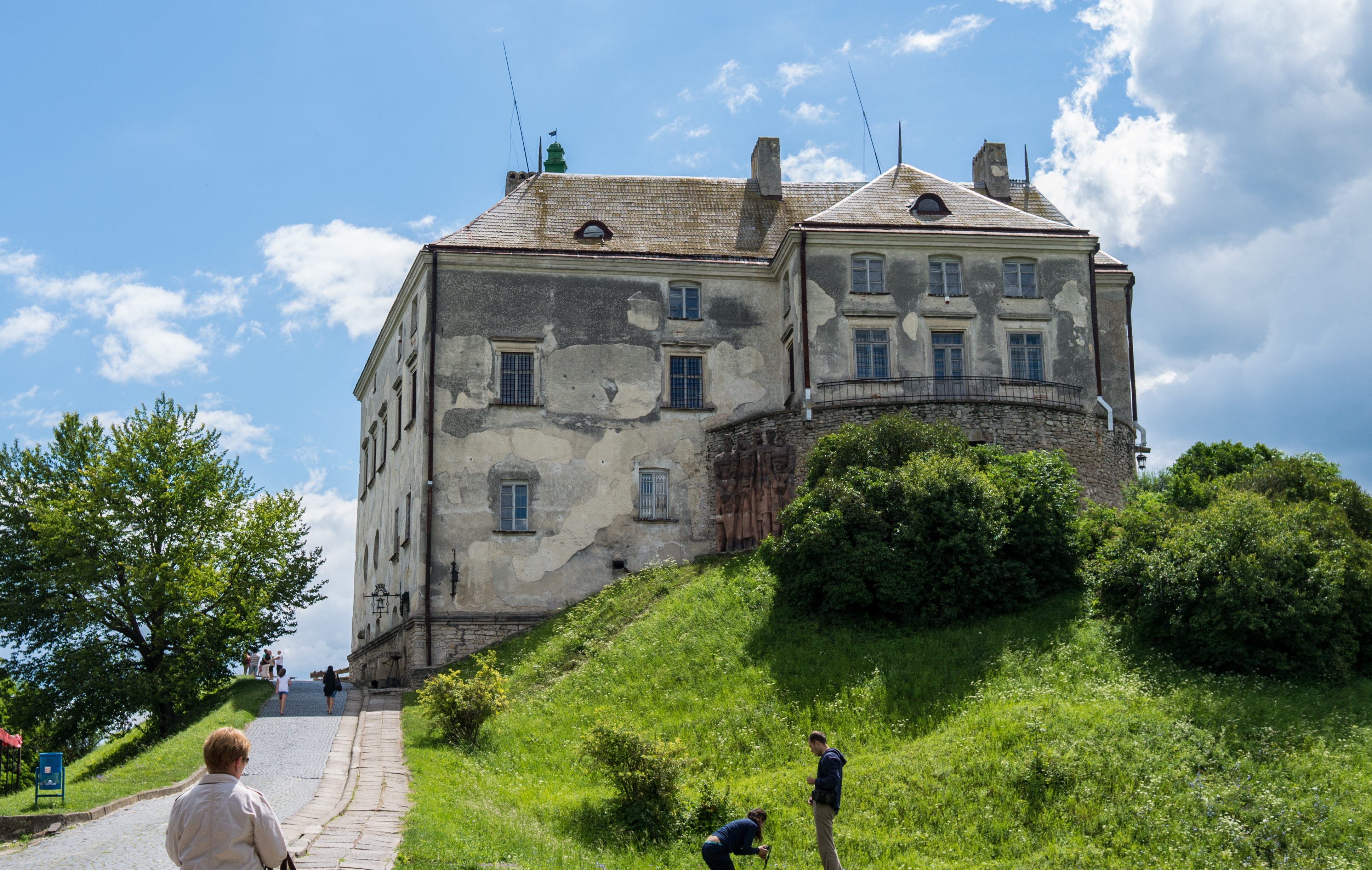
Zamek, 2013 rok
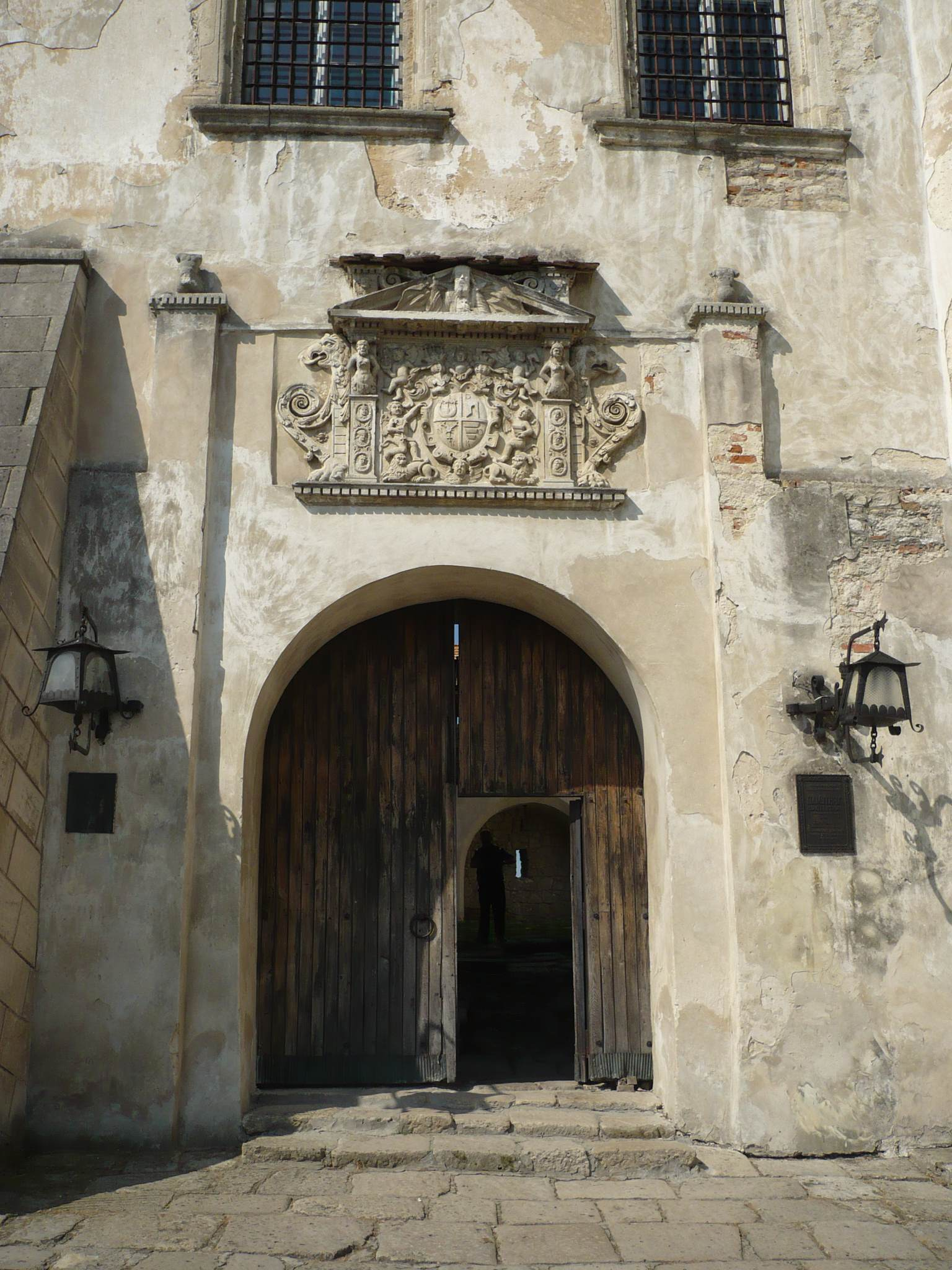
Brama do zamku, 2009 rok
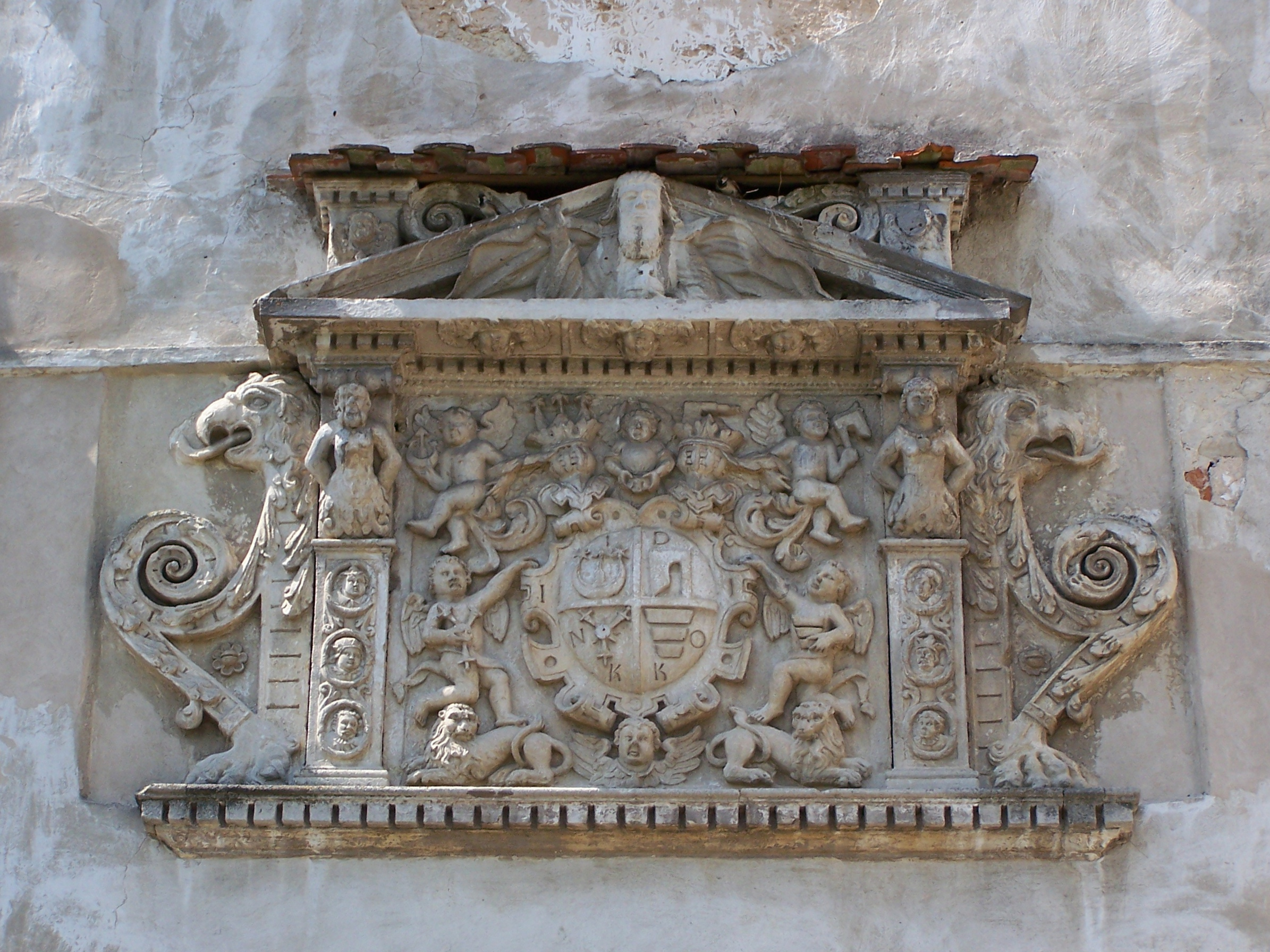
Kartusz herbowy nad wejściem
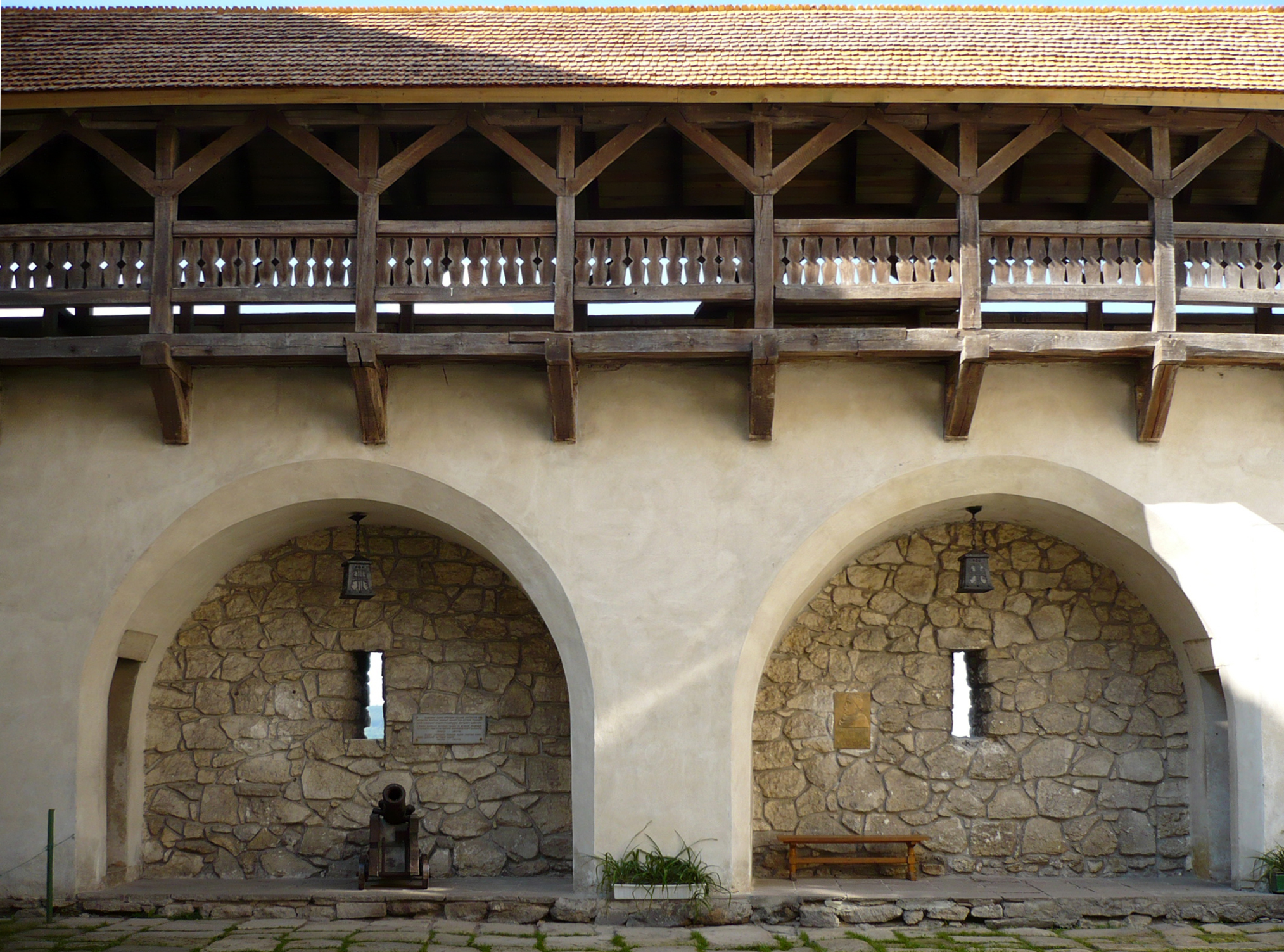
Dziedziniec zamku
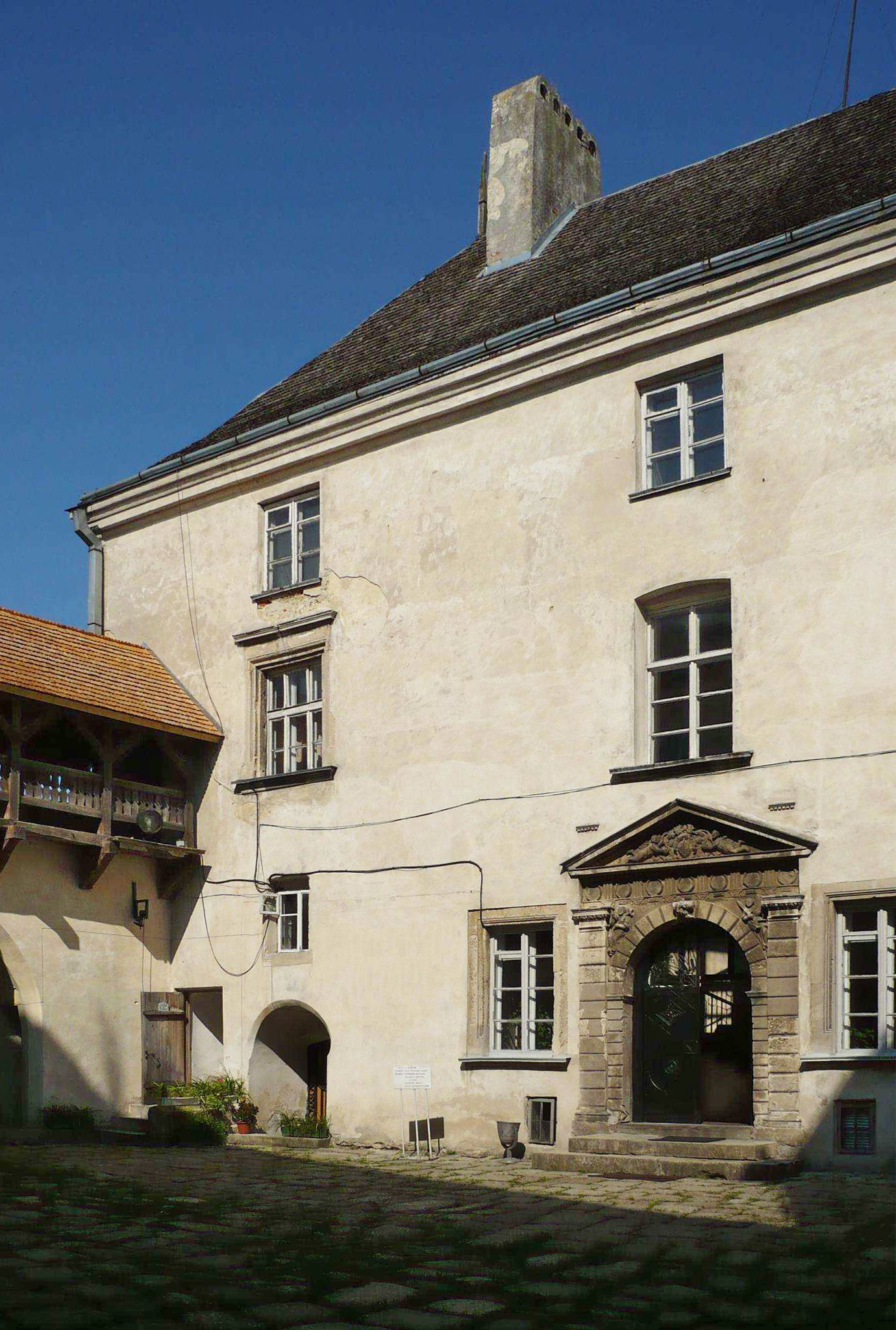
Dziedziniec zamku
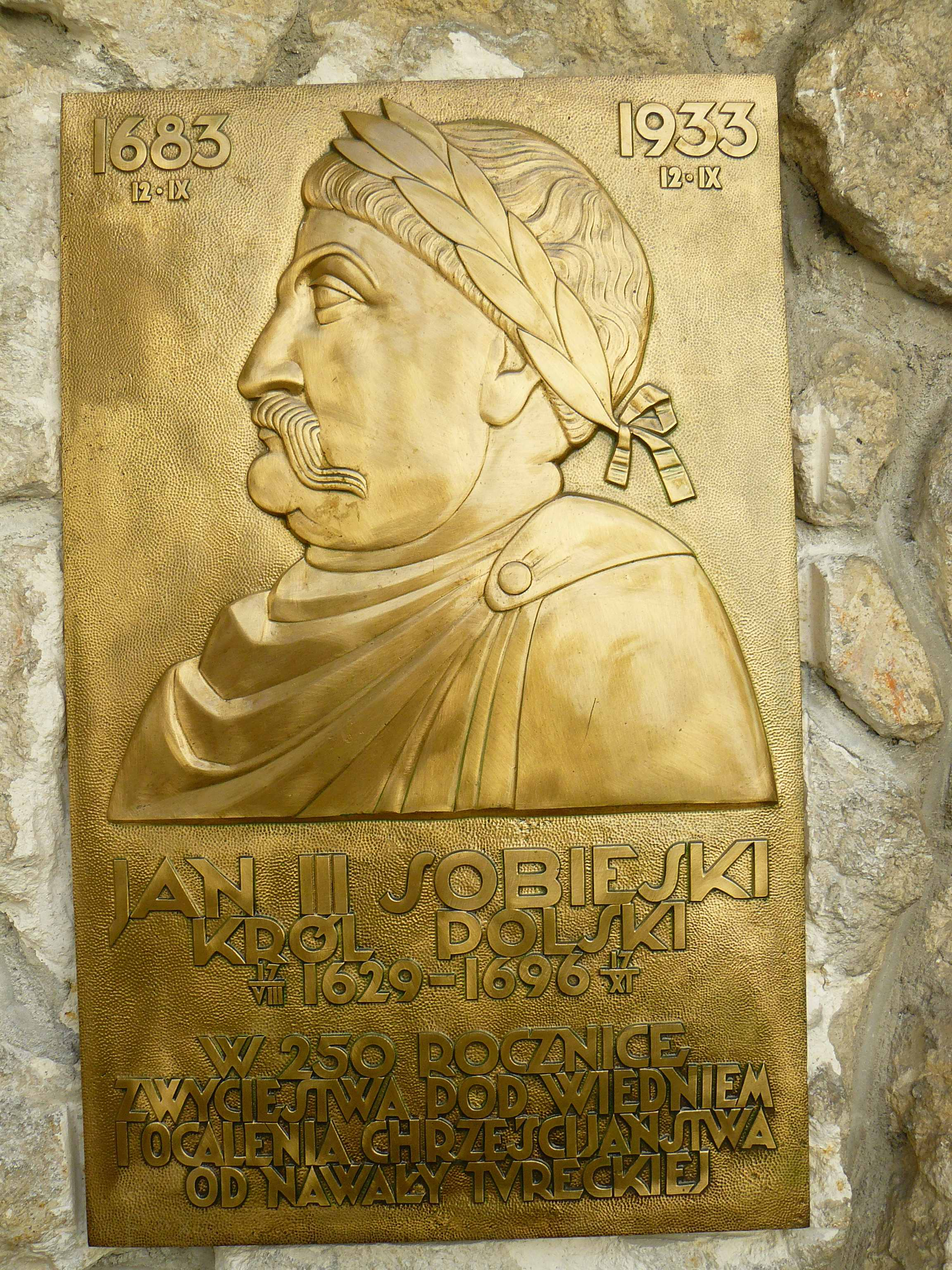
Tablica upamiętniająca 250 lecie bitwy pod Wiedniem